# Mike McGee
Michael Ray McGee, detto Mike (Tyler, 29 luglio 1959), è un ex cestista e allenatore di pallacanestro statunitense, professionista nella NBA, in Italia e in Venezuela.

## Carriera
Venne selezionato dai Los Angeles Lakers al primo giro del Draft NBA 1981 (19ª scelta assoluta).

## Palmarès
- Campionato NBA: 2

Los Angeles Lakers: 1982, 1985